# Sveti Tomaž
Sveti Tomaž là một khu tự quản (tiếng Slovenia: občine, số ít – občina) trong vùng Podravska của Slovenia. Sveti Tomaž có diện tích 38.1 km2, dân số là theo điều tra ngày 31 tháng 3 năm 2002 là 2164 người. Thủ phủ khu tự quản Sveti Tomaž đóng tại Sveti Tomaž.